# インクレディブル・ハルク (映画)
『インクレディブル・ハルク』（原題: The Incredible Hulk）は、マーベル・コミックのキャラクター「ハルク」をベースにした、2008年のアメリカのスーパーヒーロー映画。「マーベル・シネマティック・ユニバース」（MCU）の第2作目として、マーベル・スタジオが製作、ユニバーサル・ピクチャーズが配給した。監督はルイ・レテリエ、脚本はザック・ペンが務め、エドワード・ノートン、リヴ・タイラー、ティム・ロス、ティム・ブレイク・ネルソン、タイ・バーレル、ウィリアム・ハートらが出演する。

## 概要
2003年に公開されたユニバーサルの映画『ハルク』の評判が悪かったため、マーベル・スタジオはハルクの権利を再獲得したが、配給権はユニバーサルが持っていた。マーベルの『アイアンマン』の監督に興味を示していたレテリエが参加し、ペンはコミックや1978年に放映されたテレビシリーズ『超人ハルク』にかなり近い内容の脚本を書き始めた。2007年4月、ノートンがバナー役として起用され、ペンの脚本を書き直すことになった。ノートンの脚本は、この映画をシリーズのリブートと位置づけ、2003年の映画とは距離を置いて、新しいバージョンに独自のアイデンティティを与えた。ノートンは、最終的には自分の書いたものがクレジットされなかった。撮影は2007年7月から11月にかけて、主にカナダのトロントで行われ、ニューヨークとリオデジャネイロでも撮影が行われた。ポストプロダクションでは、モーションキャプチャーとCGを組み合わせて700以上の視覚効果ショットを作成し、映画を完成させた。
MCUのフェーズ1の一環として、2008年6月8日にカリフォルニア州ユニバーサル・シティのギブソン・アンフィシアターでプレミア上映され、6月13日に米国で公開された。概ね好評で、2003年の作品よりも改善されていると評価された。全世界での興行収入は2億6480万ドルで、MCU作品の中で最も低い興行収入となった。ノートンは、本作の最終編集をめぐってマーベルと対立し、2012年の『アベンジャーズ』以降のMCUコンテンツでは、マーク・ラファロにバナー役を交代した。

## ストーリー
兵士強化実験のための研究（第二次世界大戦中に中止された、キャプテン・アメリカ誕生の結果となった実験）を行っていたブルース・バナー（エドワード・ノートン）は、研究の成功を確信し自らの肉体を使って実験を行った。しかし実験は失敗し、ブルースは緑色の巨人へと変貌。軍から追われる身となったブルースはブラジルのリオデジャネイロに潜伏、武道家に師事し、変身の原因となる感情の制御方法を学びながら、「ブルー」と名乗る研究者の協力のもと、体を元に戻す方法を模索していた。しかし、感情の制御は容易ではなく、研究も詳細なデータが無いため上手くいかず、焦りばかりが募っていく。
ある日、ブルースは勤め先のジュース工場で不意に手を切ってしまい、血液が混入したジュースが出荷されてしまう。それを飲みガンマ線に汚染された人物が現れたことを知った軍は工場を突き止め、エミル・ブロンスキー（ティム・ロス）を含む精鋭部隊を送り込んできた。追い詰められたブルースは巨人へと変身し、部隊を壊滅させた。唯一生き残ったブロンスキーは、あの怪物が兵士強化実験の成れの果てであることを知り、衰えた肉体を強化するために実験に志願する。
研究資料を求めアメリカに戻ったブルースは、ロス将軍の娘であり実験の当事者でもある恋人のベティ・ロス（リヴ・タイラー）と再会し、資料を求めて大学へと潜入するが、そこには肉体を強化したブロンスキーが待ち構えていた。追い詰められながらも、二人はその場を逃れ、この時の戦いを目撃した学生の一人が「廃船（ハルク）のように巨大だった」と語ったことから、後にメディアからは「ハルク」と呼ばれるようになる。
ブルースは協力者の「ブルー」ことサミュエル・スターンズ（ティム・ブレイク・ネルソン）の元へたどり着き、遂に肉体を元に戻すことに成功する。しかし、その直後に追いついたロス将軍の部隊に捉えられてしまう。拘束されヘリで移送されていくブルース。その一方、ハルクの力に魅せられていたブロンスキーはサミュエルを脅迫し、彼が培養していたブルースの血液を自らに注入。もう一人のハルク「アボミネーション」へと変身し暴れ始める。パニックに陥る町を守るため、ブルースは自らの意思で再びハルクへと変身し、アボミネーションと死闘を繰り広げ、遂に勝利する。
再び逃亡生活を送ることになったブルースだったが、人里離れた地での修行の末、変身をコントロールしつつあった。
一方、ロス将軍は今回の一連の事件が原因で、計画の凍結を言い渡され、とあるバーで酔い潰れていた。するとそこにスーツ姿のトニー・スタークが現れる。トニーは極秘裏であるチームを編成しているとの話を持ちかけたところでこの映画は幕を閉じる。

## 登場人物・キャスト
ブルース・バナー / ハルク
演 - エドワード・ノートン、日本語吹替 - 水嶋ヒロ
7つの博士号を持つ白人系の天才生物学者。かつて籍を置いていたカルバー大学で、アメリカ陸軍から放射線への耐性を測るという名目で依頼された実験を、ベティと共に行い、自ら被験者となってガンマ線を浴びたが、心拍数が1分間に200回を超えると緑色の大男へと変身する体質となり、ロス父娘を負傷させ、大学の研究室を破壊してしまった。そのためロスら軍から追われる身となり、5年間リオデジャネイロで潜伏生活をおくりながら、“ミスター・グリーン”のハンドルネームを名乗り、スターンズと元の体に戻る治療法探しに連絡し合うこととなった。
だがロスに居場所を突き止められてしまい、ブロンスキーら特殊部隊に再び追われることとなる。
ハルク
声 - ルー・フェリグノ、日本語吹替 - 乃村健次
大量のガンマ線を浴びたブルースが変身した緑色の大男。カルバー大学構内での戦闘を目撃した男子学生により“廃船（ハルク）”の呼び名となった。
基本的にブルースとしての理性はなく、単語のみの簡易的な発声しかしない。敵味方関係なく暴れて周囲を破壊しつくすように思われがちだが、ブルースが心底大切にしている者には、守ろうとする意志も見せる。
エリザベス・“ベティ”・ロス
演 - リヴ・タイラー、日本語吹替 - 甲斐田裕子
遺伝細胞学を専門とする細胞生物学者で、ブルースの恋人。ブルースがハルク化した際に重傷を負ったが、一命を取り留めた。ロスの娘だが、母親を早くに亡くし、父親とはブルースの一件も手伝って疎遠になるほど不和な関係となっている。
ブルースが消息を絶った後はレナードと交際していたが、ブルースを心から愛する想いを捨てきれずにいたため、彼を発見した際にはいち早く接触し、身体の治療に奔走するブルースを危険に巻き込まれながらも全力で支える。
エミル・ブロンスキー / アボミネーション
演 - ティム・ロス、日本語吹替 - 檀臣幸
39歳。ロシア生まれで英国育ち。海兵隊にて数々の戦績を挙げた兵士で、ロスに召集された精鋭隊員の中でも“最強”と評される。
特殊部隊へ召集され、想像を絶するハルクとその力に対抗するため、同等以上の力を望んで実験段階を終えていた超人血清を投与されたが、ハルクには全く通用せず、更に過剰な力を求めてブルースの血液サンプルを取り込んで、やがて“アボミネーション”へと変貌してしまう。
アボミネーション
超人血清を過剰投与されたブロンスキーがブルースの血液サンプルを取り込み変身した怪物。ハルクと同等の身体能力と、互角以上に殴り合うほどの戦闘能力を発揮するが、ハルクと違って理性は存在するものの、余りのパワーとブロンスキーの性質の増幅で暴走を始めてしまう。
サディアス・E・“サンダーボルト”・ロス
演 - ウィリアム・ハート、日本語吹替 - 菅生隆之
アメリカ陸軍将軍。5年前にスーパーソルジャー計画を再開させた責任者であり、実験失敗でハルク化したブルースによって娘のベティと共に負傷する。それ以降、行方を晦ましたブルースを目の敵・「軍の所有物」と見做し、スーパーソルジャー計画続行と実験失敗の事実の隠蔽のためにブルースの行方を捜索し続けており、招集したブロンスキーら特殊部隊を率いてブルース/ハルクを追い詰める。
サミュエル・スターンズ
演 - ティム・ブレイク・ネルソン、日本語吹替 - 森川智之
グレイバーン大学の若干落ち着きがない教授で、自らの治療法を探っていたブルースがネットで出会い、連絡を取り合っていた協力者。ハンドルネームは“ミスター・ブルー”。
レナード・サムソン
演 - タイ・バーレル、日本語吹替 - 藤原啓治
心理学者で、ブルース失踪後のベティが交際を始めた新しい恋人。ベティとは良好な関係を築いていたが、彼女がブルースと再会するとロスら陸軍に通報してしまう。
なお、原作コミックにおいてハルク同様ガンマ線を浴びた事で超人的なパワーを獲得したドク・サムスンというヒーローと同名である。
キャスリーン・スパー
演 - クリスティナ・カボット
アメリカ陸軍少佐。副官として、ペンタゴン内から実戦現場まで、ロスを補佐する。
ジョー・グレラー
演 - ピーター・メンサー、日本語吹替 - 山野井仁
アメリカ軍の将軍で、ロスの同僚。ブロンスキーら精鋭たちを召喚し、特殊部隊を編成する。
スタンリー
演 - ポール・ソールズ、日本語吹替 - 小山武宏
ピザ屋兼ダイナーの店主。ブルースとベティの良き理解者である。
マルティナ
演 - デボラ・ナシメント
ポルト・ヴェルデで働く若い女性従業員。
タフガイリーダー
演 - ペドロ・サリバン、日本語吹替 - 駒谷昌男
ポルト・ヴェルデで働く中年グループのリーダー。ポルトガル語を上手く話せないブルースに日常的に嫌がらせを行なっている。
合気道のインストラクター
演 - ヒクソン・グレイシー、日本語吹替 - 木下浩之
リオデジャネイロの道場で、ブルースに合気道とヨガを伝授した人物。
ロジャー・ハリントン
演 - マーティン・スター
カルバー大学の学生。ブルースに大学の研究室のパソコンを貸与する。
後年にピーター・パーカー/スパイダーマンが通う“ミッドタウン高校”の教師になる。
ジャック・マクギー
演 - ニコラス・ローズ
カルバー大学の学生で、校内新聞の記者。ハルクと特殊部隊の戦闘を携帯電話で撮る。
ジム・ウィルソン
演 - P.J.・ケル
カルバー大学の学生。ジャックと共にハルクと特殊部隊の戦闘を目撃する。
ミルウォーキーの男
演 - スタン・リー、日本語吹替 - 間宮康弘
ミルウォーキーに住む老人。ブルースの血液が混入したガラナ・ソーダを飲んでしまい、身体に悪影響を及ぼす。この一件が、本編の発端となる。
タクシードライバー
演 - リック・コーデイロ、日本語吹替 - 落合弘治
ニューヨークでブルースとベティを自身のタクシー乗せた運転手。
ノンクレジット・カメオ出演
トニー・スターク
演 - ロバート・ダウニー・Jr、日本語吹替 - 藤原啓治
パワードスーツを身に纏ったヒーロー“アイアンマン”である天才発明家。本作ラストに登場する。
彼がロスとの交渉に現れた理由と、その結果は『マーベル・ワンショット』の『相談役』で明らかとなる。
- その他日本語吹き替え

田野恵、加瀬康之、咲野俊介、小松史法、原田晃、田中晶子、加納千秋

## 設定・用語

### スーパーソルジャー計画
概要
第二次世界大戦中に研究が行われた末、続行が不可能になった、“超人兵士”を複数生み出すための人体実験計画。
本作の5年前にロスの主導で再開・頓挫するも、ロスは、ブルース/ハルクを捕らえてもう一度計画を再開しようとする。
超人血清
スーパーソルジャー計画の中核をなす人体強化血清。スターク・インダストリーズが再現したものであり、ブルースやブロンスキーに投与される。
ガンマ・チェア
ブルースがガンマ線実験の際に使用した、ガンマ線照射用の大型装置で、実験のためにカルバー大学の研究室に設置された。

### アイテム
心拍計
ポラール社製の腕時計型スポーツ用品で、ブルースがハルクへの変身防止として、自らの心拍数をチェックするために左腕に巻いている。
ピンゴ・ドセ
後述のポルト・ヴェルデで瓶詰めされていたガラナ飲料。ブルースの血液がこの飲料のうちの1本に混入してしまい、ロスがブルースの潜伏先を察知する遠因となる。

### 特殊部隊の兵器・ビークル

#### スターク・インダストリーズ製兵器
超音波砲
大型スピーカータイプの超音波照射装置で、ハンヴィーの荷台に搭載され運用する。
ロケットランチャー
スターク社特製の肩撃ち式ロケット弾発射機。

#### 銃火器
本項の銃火器は、ブロンスキーも複数使用している。
- ハンドガン
  - SIG SAUER P226
- サブマシンガン
  - H&K MP5A3
  - FN P90
  - H&K UMP
- マシンガン
  - M240B
  - ブローニングM2重機関銃
  - M134
    - ディロン・エアロ M134 Minigun
- アサルトライフル
  - M16A2
    - M16A4

  - M4A1
  - SIG SG552
  - H&K G36C
- スナイパーライフル
  - シュタイヤー HS.50
- グレネードランチャー
  - デフテック 40mm マルチランチャー
- チェーンガン
  - M242 ブッシュマスター

このほかにも、特殊部隊のものではないが、ニューヨーク市警察の警官がベレッタ 92FSやグロック17を使用し、ブルーレイ収録の未公開オープニングシーンで、ブルースが北極で自決を図ろうとS&W M10を取り出している。

#### その他の兵器・ビークル
- 閃光弾
- 軍用車両
  - ストライカー装甲車
  - ハンヴィー
    - M1025
    - M998

  - V-150S
  - オシュコシュ・ストライカー

このほかにも、特殊部隊が運用する車両以外では、ベティの愛車のフォルクスワーゲン・ゴルフ（5代目）1K型や、彼女とブルースが中古車販売店で購入したフォード・Fシリーズ（6代目）などが登場する。
- 航空機
  - AH-64 アパッチ
  - CH-53
  - ベル 212
  - CC-130 ハーキュリーズ

### 地域・施設・組織

#### ブラジル
リオデジャネイロ
ホッシーニャ
本作序盤の舞台であり、ブルースの潜伏先だったファヴェーラ。丘陵地帯に古びた建物が乱雑に立ち並び、その一角の打放しコンクリートの家屋にブルースは犬を飼って隠れ住み、道場では心拍数を抑える方法と護身術として、ヨガと合気道を学んでいた。
ポルト・ヴェルデ（Porto Verde）
ホッシーニャでブルースがアルバイトをしていた飲料水の瓶詰工場。自動瓶詰めされた飲料をアメリカなどに出荷していたが、ここもファヴェーラにある施設の例に漏れず、建物や設備の老朽化が目立ち、ガラが悪い中年グループも勤務しているなど、職場環境はかなり劣悪である。ハルクとブロンスキーら特殊部隊の最初の戦場となり、壁面に大穴が開くなどの被害を被る。

#### グアテマラ
中央アメリカ北部に位置する国家。ハルクの姿でホッシーニャを後にし、変身が解けて意識を失ったブルースは、ここのジャングルの中で目覚め、軽トラックで通りかかった男性にヒッチハイクする。

#### メキシコ
チアパス州
メキシコ南東に位置する州。ヒッチハイク後にブルースは、上半身裸のままここに辿り着き、市場で町民から恵んでもらった僅かな金で新しい衣類を購入する。

#### アメリカ合衆国
バージニア州
カルバー大学
ウィロウデイルにキャンパスを構える大学。ベティが籍を置き、5年前にはブルースも在籍していた。
5年後に、ブルースが研究データを取り戻すために来校・潜入し、翌日には特殊部隊とハルクの再戦の場となる。
ペンタゴン
アーリントンに位置する、アメリカ国防総省の本庁舎。ブルースの潜伏先が判明したシーンで、ロスやスパーの職場として登場する。
フロリダ州
フォート・ジョンソン基地（Fort Johnson）
エバーグレーズに位置する、アメリカ軍基地。ここでグレラーがブロンスキーら精鋭の兵士たちを召喚し、特殊部隊を編成する。
グレート・スモーキー山脈国立公園
アメリカの国立公園。ハルクが気絶したベティをここの岩山に連れて、雷雨の中彼女と一晩を過ごす。
ニューヨーク州
グレイバーン大学
ニューヨークにキャンパスを構え、スターンズが籍を置く大学。
ハーレム
マンハッタン区北部にある地区。アボミネーションと化したブロンスキーが、ハルクを誘き寄せるためにこの地区の通り一帯で破壊の限りを尽くし、そこに現れたハルクと激闘を繰り広げる。

#### カナダ
ベラ・クーラ
物語のラストでブルースが身を潜めていた、ブリティッシュコロンビア州のセントラル・コースト地域に位置する地域。ブルースはここの山小屋に住んでハルクへの変身を制御する修行に励む。

#### 組織
S.H.I.E.L.D.
MCUの作品の多くに登場する国際平和維持組織。
本作では、この組織に所属するエージェントは未登場だが、オープニング・クレジットでは本組織の公文書が一瞬登場。ロスもブルース捜索のために本組織のデータベースとメール検閲を使用する。

## スタッフ
- 監督：ルイ・レテリエ
- 音楽スーパーバイザー：デイヴ・ジョーダン
- 音楽：クレイグ・アームストロング
- 視覚効果スーパーバイザー：カート・ウィリアムズ
- 美術：カーク・M・ペトルッチェリ

## 製作
2006年1月、マーベルは2003年の映画『ハルク』の続編を期限内に製作できなかったユニバーサル・ピクチャーズからハルクの映画化権を取り戻した（配給権はユニバーサルに残った）。マーベルは当初『アイアンマン』に関心を示していたルイ・レテリエを本作の監督として雇った。脚本は2003年の映画で草案を書いたザック・ペンが執筆した。2006年4月、エドワード・ノートンがブルース・バナー役の交渉に入り、さらにペンの脚本を書き直したが、最終的に脚本にクレジットされたのはペンのみであった。撮影は2007年7月9日にトロントで始まり、他にニューヨーク、リオデジャネイロで行われた。

## ソフト化・配信
日本ではソニー・ピクチャーズ エンタテインメント（SPE）よりBlu-ray、DVDが2009年2月25日に発売された。
なお、本作品はウォルト・ディズニー・カンパニーがマーベル・エンタテインメントを買収する前に制作されたため、日本などの一部の国ではSPEなどが配給を担当した。この様な事情からディズニーが2019年に開始した定額制動画配信サービスのDisney+ではSPEが配給を担当している国において、本作品が配信されない事態が続いていたが、ウォルト・ディズニー・ジャパンは2022年6月17日から同サービスにて配信開始することを同月14日に発表した。

## 他のMCU作品とのタイ・イン
本作はマーベル・コミックが自社製作したアメコミヒーロー映画『マーベル・シネマティック・ユニバース』シリーズの第2作目でもあり、第1作目の『アイアンマン』と連動している（日本では本作が先に公開された）。その後『アイアンマン2』『マイティ・ソー』『キャプテン・アメリカ/ザ・ファースト・アベンジャー』と続けて製作し、それぞれのヒーローが集結する『アベンジャーズ』に繋げるプロジェクトとなっている。
- 劇中に登場する音波兵器はオープニング映像においてスターク社製であることが示唆されている。また、『アイアンマン』、『アイアンマン2』のトニー・スタークが登場し、ロス将軍に対して「チームを編成中」との報告を行っている。
- DVDに収録された別バージョンのオープニング映像には氷漬けになったキャプテン・アメリカが映っている。
- ブルース・バナーが行っていた研究は『キャプテン・アメリカ/ザ・ファースト・アベンジャー』でアースキン博士の死によって凍結されたスーパーソルジャー計画である。しかしこの研究によって再開発された超人血清は未完成のものであり、その結果、ハルクとアボミネーションが誕生する。なお、原作ではハルクらの誕生原因はガンマ爆弾による放射線であった。
- ブルース・バナーとベティ・ロスを捜索する際にはメール検閲に「S.H.I.E.L.D.」が協力している。
- ハルクが雷に向かって吠えるシーンは、雷神ソーがハルクと戦うことを示唆したものであると言われており、後に『アベンジャーズ』で実現されることとなった[20][注 4]。
- 本作の中盤にて舞台となるカルバー大学は、『マイティ・ソー』シリーズに登場するジェーン・フォスターとエリック・セルヴィグが勤めている大学である。また、本作を始め、後の『アイアンマン2』、『マイティ・ソー』はストーリー上、同時期の1週間以内に起きた出来事である。このことからジェーンたちは『マイティ・ソー』での件でニューメキシコ州にいたため、ハルクと特殊部隊の激闘を目撃できなかった。
- ShoPro Books出版のアベンジャーズ:プレリュードでは、本作を含めた上記作品の1週間の間でS.H.I.E.L.D.がどのように裏で動いていたかが描かれており、実はブラック・ウィドウことナターシャ・ロマノフが、軍よりも先にバナーを確保するべく動いていたことが描かれている。カルバー大学では軍に先を越されてしまい、その後グレイバーン大学でも遅れをとった上に、アボミネーションに変貌したブロンスキーが飛び出した際にがれきの下敷きになってしまった。脱出した後、変貌したサミュエル・スターンズに遭遇し、自分の過去を言い当てる彼を捕縛している。
- 本作にて潜伏生活中のブルース・バナーが働いていた工場で製造していたガラナ飲料「ピンゴ・ドセ」の広告ポスターが、『アントマン』にてスコット・ラングが仮住まいにしていたホテルの外壁に貼られている。
- 『マイティ・ソー バトルロイヤル』では、ハルクの左胸に本作でのアボミネーションとの対決で刺された際の傷痕が確認できる[21]。
- 本作に登場するスターク・インダストリーズ社製の音波砲は、小型化されたものがウォーマシンMk-3の搭載兵器として『シビル・ウォー/キャプテン・アメリカ』に登場し、『スパイダーマン:ファー・フロム・ホーム』に登場する同じくスターク・インダストリーズ社製のドローンには、その技術を応用して製作された衝撃波砲が搭載されている[22]。

本編中に科学者サミュエル・スターンズがアボミネーションに頭部を殴られ、頭部にできた傷口に壊れた機材から滴ったブルースの培養血液が入り混んだ結果、彼の頭部が緑に変色しながら膨らむシーンがあるが、これは原作に登場するヴィランキャラ「リーダー」を意識して描かれ、他にもラストシーン等の描写が続編への伏線かと思われたが、現在に至るまで単独作品としての続編は製作されず（企画案としては以前公言されている）、上記の通りコミックでの補完が成された。本作の設定は後のマーベル作品にも引き継がれているが、『アベンジャーズ』以降はブルース役をマーク・ラファロが(日本語吹き替えでは宮内敦士)新たに担当しており、本作のキャストが他のマーベル作品に出演する事もなかったため、本作は2016年公開の『シビル・ウォー/キャプテン・アメリカ』にはウィリアム・ハートが演じるサディアス・ロスが登場（同作では軍を退役して国務長官に就任した設定）するまで長らく『マーベル・シネマティック・ユニバース』の他作品との繋がりが薄かった。